# Time together
Time together is een jazz-album van de Amerikaan Michael Franks, dat in 2011 verscheen. Franks leek voor de muziek verloren te zijn gegaan, maar kwam in 2011 plotseling met een nieuw album. Het album is een samenraapsel van allerlei nummers in allerlei samenstellingen. De stem van Franks is daarbij vergeleken met zijn eerdere werk nauwelijks veranderd.

## Musici
- Chuck Loeb – gitaar, toetsinstrumenten, elektronisch slagwerk (1, 3, 6, 8, 11)
- Will Lee – basgitaar, zang (1)
- Wolfgang Haffner – slagwerk (1, 6, 8)
- Eric Marienthal – saxofoon (1, 8)
- Till Brönner – trompet (1, 3)
- Carmen Cuesta – zang (1, 8)
- Gil Goldstien – piano (2, 7, 10)
- Romero Lubambo – gitaar (2, 7, 10)
- Greg Cohen – basgitaar (2, 7, 10)
- Rogerio Boccato – percussie (2, 7, 10)
- Mark Egan – basgitaar (3, 8, 11)
- Shawn Peltom – slagwerk (3)
- Lizzy Loeb – achtergrondzang (3)
- Veronica Nunn – achtergrondzang (3, 5, 9)
- Scott Petito – basgitaar (4)
- Jerry Marotta – slagwerk (4)
- David Spinozza – percussie (4)
- Mike Mainieri -  vibrafoon (4)
- Beth Nielsen Chapman – achtergrondzang (4)
- Charles Blenzig – toetsinstrumenten (5, 9)
- Jay Anderson – basgitaar (5, 9)
- Billy Kilson – slagwerk (5, 9)
- David Mann – saxofoon (5, 9)
- Alex Sipiagin – trompet (5, 9)
- Tim LeFebre – basgitaar (5)
- Joe Bonadio – slagwerk (11)
- Clifford Carter – toetsinstrumenten (11)

## Muziek
| Nr. | Titel                          | Duur |
| --- | ------------------------------ | ---- |
| 1.  | Now that the summer’s here     | 5:27 |
| 2.  | One day in St Tropez           | 5:19 |
| 3.  | Summer in New York             | 5:57 |
| 4.  | Mice                           | 5:26 |
| 5.  | Charlie Chan in Egypt          | 5:29 |
| 6.  | I’d rather be happy than right | 4:41 |
| 7.  | Time together                  | 3:37 |
| 8.  | Samba blue                     | 4;45 |
| 9.  | My heart said wow              | 2:47 |
| 10. | If I could make September stay | 5;23 |
| 11. | Feathers from an angel’s wing  | 8:00 |